# Ravn Rock
Der Ravn Rock ist ein vom Meer überspülter Klippenfelsen im Archipel der Südlichen Shetlandinseln. Er liegt inmitten des Neptunes Bellows, der Einfahrt zum Port Foster von Deception Island.
Teilnehmer der Fünften Französischen Antarktisexpedition (1908–1910) unter der Leitung des Polarforschers Jean-Baptiste Charcot kartierten ihn. August Christensen, Kapitän des norwegischen Walfängers Vesterlide, der 1908 und 1909 in den Gewässern um Deception Island operierte, benannte es nach dem Schwesterschiff Ravn.